# The Kid & I
The Kid & I ist eine US-amerikanische Filmkomödie von Penelope Spheeris aus dem Jahr 2005 mit Tom Arnold und Eric Gores in den Hauptrollen.

## Handlung
Der ehemalige Schauspieler Bill Williams will aufgrund seiner ruinierten Karriere Suizid begehen. Er wirft all seine Sachen weg und gibt seine Kleidung einem Obdachlosen. Der trinkt Bills Wodka und nimmt die Hälfte seiner Tabletten, womit er seine Selbstmord-Pläne durchkreuzt. Bill trinkt jedoch Alkohol, nimmt die übrigen Tabletten und legt sich in die Badewanne. Drei Tage später taucht der exzentrische Filmagent Johnny Bernstein bei seiner Wohnung auf, um ihm ein Angebot zu unterbreiten. Er sagt, Milliardär Davis Roman würde Bill als Drehbuchautor und Schauspieler für einen Film wie den Lieblingsfilm seines Sohnes Aaron Roman, True Lies – Wahre Lügen (1994), engagieren, damit dieser seinen Traum, als Schauspieler in einem Actionfilm mitzuspielen, verwirklichen kann. Bill, der weder den Jungen, noch den Milliardär kennt, ist aufgrund der Gage einverstanden.
Im Park trifft Bill den seit über zehn Jahren arbeitslosen Guy Prince. Sie finden einige Gemeinsamkeiten und Bill fragt Guy, ob er Interesse am Schauspielen hat. Guy ist einverstanden und sie werden beste Freunde.
Johnny, Bill und Guy treffen sich später in einer Villa mit Davis und seiner Frau Shelby. Da sie ein nettes Paar sind, geht Bill davon aus, dass sie einen normalen Sohn haben. Als Aaron jedoch auftaucht, meint Bill, dass er mit einer behinderten Person einen schlechten Film drehen wird. Er will aus dem Projekt aussteigen, als seine Ex-Frau, Produzentin Susan Mandeville, mit einer Filmcrew auftaucht und ankündigt, dass sie den Film produzieren wird. Kurz darauf erzählt Davis Bill, dass Aaron trotz der infantilen Zerebralparese, an der er leidet, klug und engagiert ist. Bill, der sich an das Geld erinnert, das er erhalten wird, stimmt erneut zu. Aaron, der begeistert davon ist, Bill zu treffen, erzählt ihm seine Ideen über den Film und gemeinsam schreiben sie das Drehbuch. Obwohl einige Ideen unrealistisch sind, ist Bill sicher, dass sie den von Aaron Two Spies genannten Film drehen werden können. Guy hat ebenfalls Spaß, da er mit den einheimischen Frauen flirtet und Alkohol trinkt. Als Aaron für die Schlussszene in einem Whirlpool eine schöne Frau küssen will, ist Bill einverstanden.

## Produktion
Eric Gores ist der Sohn des Milliardärs Alec Gores, der Investor und Gründer der The Gores Group ist und das Unternehmen Brøderbund erwarb und weiterverkaufte. Der jüngere Gores leidet unter Infantiler Zerebralparese, weshalb sein Vater Arnold, einen Nachbarn in Los Angeles, engagierte, um eine Fortsetzung zu Erics Lieblingsfilm True Lies – Wahre Lügen (1994) zu drehen, in dem Arnold mitspielte. Die Handlung von The Kid & I ähnelt der Situation von Eric Gores.
Die Einnahmen aus dem Film gehen an United Cerebral Palsy, eine Interessengruppen für behinderte Menschen in Washington, D.C.
Jamie Lee Curtis und Arnold Schwarzenegger sind in Cameoauftritten zu sehen, wobei es sich um den zweiten Filmauftritt Schwarzeneggers handelt, seit er Gouverneur von Kalifornien wurde.

## Soundtrack
- Fu-Schnickens: What's Up Doc (Can We Rock)
- Europe: The Final Countdown
- Agnetha Fältskog: Love Me With All Your Heart
- Procol Harum: A Whiter Shade of Pale
- Billy Ray Cyrus: Achy Breaky Heart
- Tone Lōc: Funky Cold Medina
- Them: Let Me See Your Underwear